# Буди-Бранковські
Буди-Бранковські (пол. Budy Brankowskie) — село в Польщі, у гміні Білобжеґі Білобжезького повіту Мазовецького воєводства.
Населення — 107 осіб (2011).
У 1975-1998 роках село належало до Радомського воєводства.

## Демографія
Демографічна структура станом на 31 березня 2011 року:
|          | Загалом | Допрацездатний вік | Працездатний вік | Постпрацездатний вік |
| -------- | ------- | ------------------ | ---------------- | -------------------- |
| Чоловіки | 51      | 7                  | 37               | 7                    |
| Жінки    | 56      | 14                 | 32               | 10                   |
| Разом    | 107     | 21                 | 69               | 17                   |